# 893

893(팔백구십삼)은 892보다 크고 894보다 작은 자연수다.

## 수학
- 합성수로, 그 약수는 1, 19, 47, 893이다. 진약수의 합은 67이므로, 893은 부족수다.
  - 267번째 반소수다. 앞의 반소수는 889, 다음 반소수는 895다.
- {\displaystyle 46^{6}-1}은 893으로 나누어떨어진다.

## 과학
- NGC 893: 봉황자리 방향에 있는 나선은하.

## 교통
- 893번 지방도: 전라남도 장성군 삼계면에서 전북특별자치도 고창군 성송면까지 이어지는 대한민국의 지방도.

## 군사
- 893 해군 항공대(영어판): 과거 존재한 영국의 해군 항공대.

## 문화유산
- 대한민국의 보물 제893호: 대방광원각략소주경 권상

## 기타
- 연도: 893년, 기원전 893년
- 향신채를 뜻하는 일본어 단어 ‘야쿠미(やくみ)’, 일본의 범죄조직 중 하나인 ‘야쿠자(ヤクザ)’의 숫자 고로아와세.